# Maurizio, Peppino e le indossatrici
Maurizio, Peppino e le indossatrici è un film del 1961, diretto da Filippo Walter Ratti.